# Irene Ducena Lascarina
Irene Ducena Lascarina (em búlgaro:  Ирина Ласкарина Асенина; em grego: Ειρήνη Δούκαινα Λασκαρίνα) foi uma imperatriz-consorte búlgara (tsarina), segunda esposa de Constantino Tico da Bulgária, entre 1258 e 1268.

## História
Irene era filha de Teodoro II Láscaris, o imperador de Niceia, e sua esposa Helena da Bulgária. Ela era irmã do futuro imperador bizantino João IV Láscaris e era neta de João Asen II e Ana Maria da Hungria, da dinastia Asen.
Em 1257, ela se casou com o boiardo Constantino Tico, um pretendente ao trono do Império Búlgaro. Ele tinha muito orgulho de ter se casado com uma neta de João Asen II e adotou o nome dinástico "Asen" para melhorar sua posição como herdeiro legítimo ao trono. No ano seguinte, ele foi eleito czar pelo conselho boiardo em Tarnovo e assumiu o trono como "Constantino Tico Asen". Irene foi proclamada tsarina.
Em 1261, o irmão de Irene, o imperador bizantino João IV Láscaris, foi deposto por Miguel VIII Paleólogo, que usurpou-lhe o trono logo depois da reconquista de Constantinopla. Irene tornou-se daí em diante uma feroz inimiga dos bizantinos e a líder da facção anti-bizantina na corte búlgara.
Ela morreu em 1268 e não teve filhos.